# François Ceulemans
François Ceulemans – belgijski strzelec, olimpijczyk.
Wystartował w Letnich Igrzyskach Olimpijskich 1920, gdzie wystąpił w przynajmniej 2 konkurencjach drużynowych. Zajął 10. pozycję w karabinie wojskowym leżąc z 600 m, a także 14. miejsce w karabinie wojskowym leżąc z 300 i 600 m.

## Wyniki

### Igrzyska olimpijskie
| Igrzyska       | Konkurencja                                    | Wynik            | Miejsce | Źródło |
| -------------- | ---------------------------------------------- | ---------------- | ------- | ------ |
| Antwerpia 1920 | Karabin wojskowy leżąc, 600 m, drużynowo       | 264 pkt. (druż.) | 10      | [ 2 ]  |
| Antwerpia 1920 | Karabin wojskowy leżąc, 300 i 600 m, drużynowo | 469 pkt. (druż.) | 14      | [ 1 ]  |